# Sergej Chlebnikov
Sergej Anatoljevitj Chlebnikov (ryska: Сергей Анатольевич Хлебников), född 27 augusti 1955 i Sordavala, död 12 juni 1999 i Moskva, var en sovjetisk skridskoåkare.
Chlebnikov blev olympisk silvermedaljör på 1 500 meter vid vinterspelen 1984 i Sarajevo.